# 坚童
坚童（1253年—1291年），字永叔，元朝官员，蔑儿乞氏，大名路宣慰使闊闊的儿子。
坚童年幼丧父，十歲时，跟随王鶚游学。長大后奉命入國學，跟随許衡游学。弱冠之年，入侍禁廷，担任中順大夫、侍儀奉御。转任中議大夫、同修起居注。奉使濟南，見到楊桓賢德，于是力薦。至元二十三年（1286年），担任嘉議大夫、禮部尚書。转任吏部尚書，未到任，特授通議大夫、御史臺侍御史。至元二十四年（1287年），跟随忽必烈東征乃颜，屢立戰功，转任燕南河北道提刑按察使。至元二十八年（1291年），授正議大夫、燕南河北道肅政廉訪使，拜为河南行省平章政事，驛召入觐，没有就任，得病而亡，年三十九岁。